# Homer (Georgia)
Homer es un pueblo ubicado en el condado de Banks en el estado estadounidense de Georgia. En el censo de 2000, su población era de 950.

## Demografía
En el 2000 la renta per cápita promedia del hogar era de $35,500, y el ingreso promedio para una familia era de $41,667. El ingreso per cápita para la localidad era de $17,353. Los hombres tenían un ingreso per cápita de $30,147 contra $23,438 para las mujeres.

## Geografía
Homer se encuentra ubicado en las coordenadas 34°20′2″N 83°29′59″O / 34.33389, -83.49972 (34.333851, -83.499844).
Según la Oficina del Censo, la localidad tiene un área total de 24,8 km² (9,6 mi²), de la cual 24,8 km² (9,6 mi²) es tierra y 0 km² (0 mi²) (0.00%) es agua.